# 工字型大廈

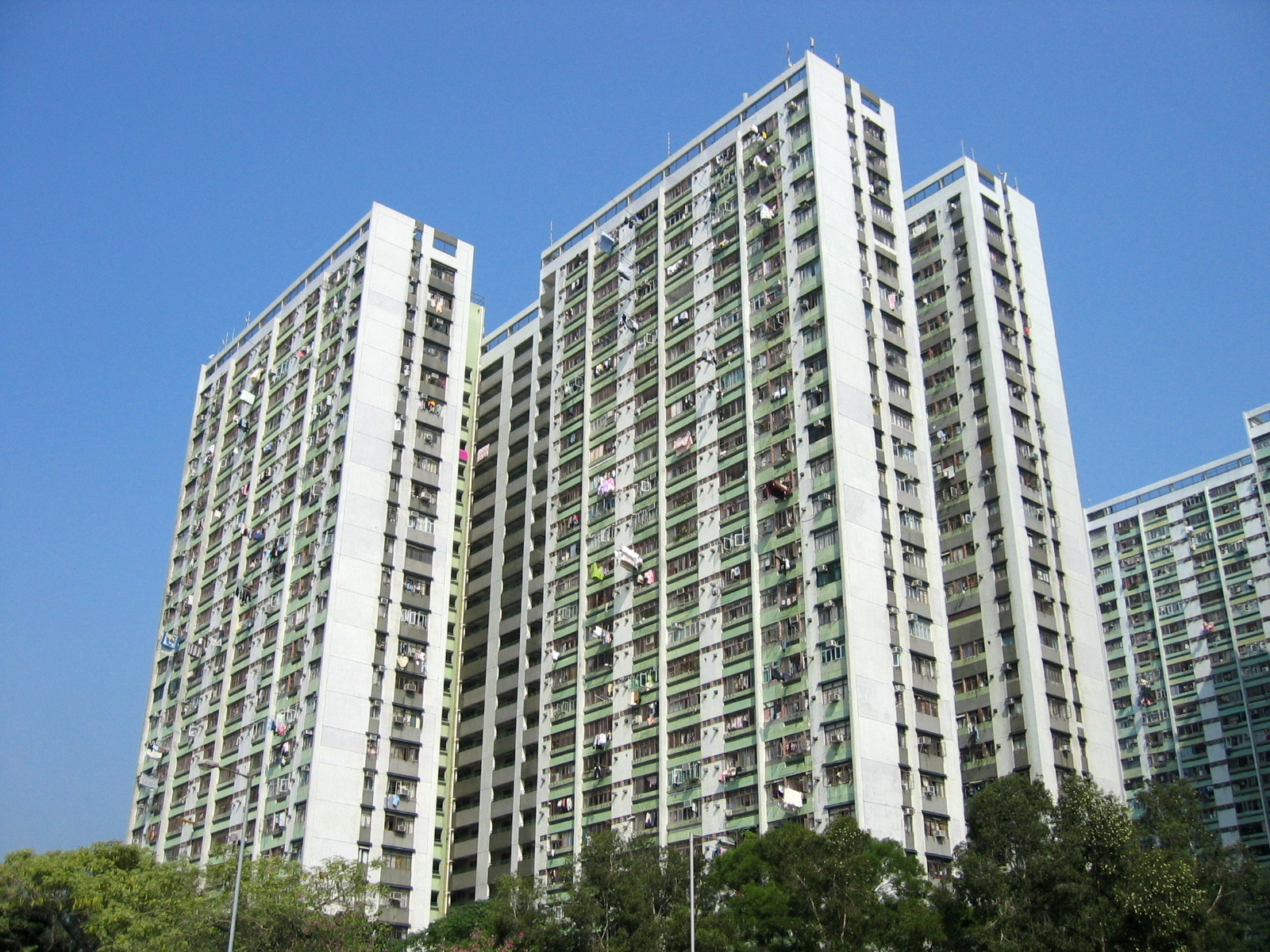
新翠邨中的工字型大廈

工字型大廈（H block），又稱H型大廈，是香港公共房屋大廈的一種建築設計，並在1979年開始興建至1988年，主要用作出租公屋用途。

## 簡介

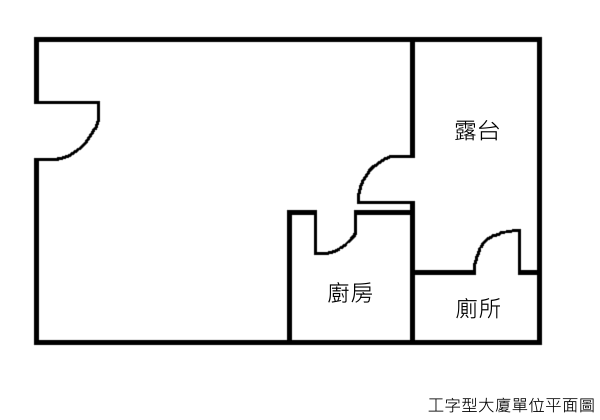
工字型大廈標準7人單位

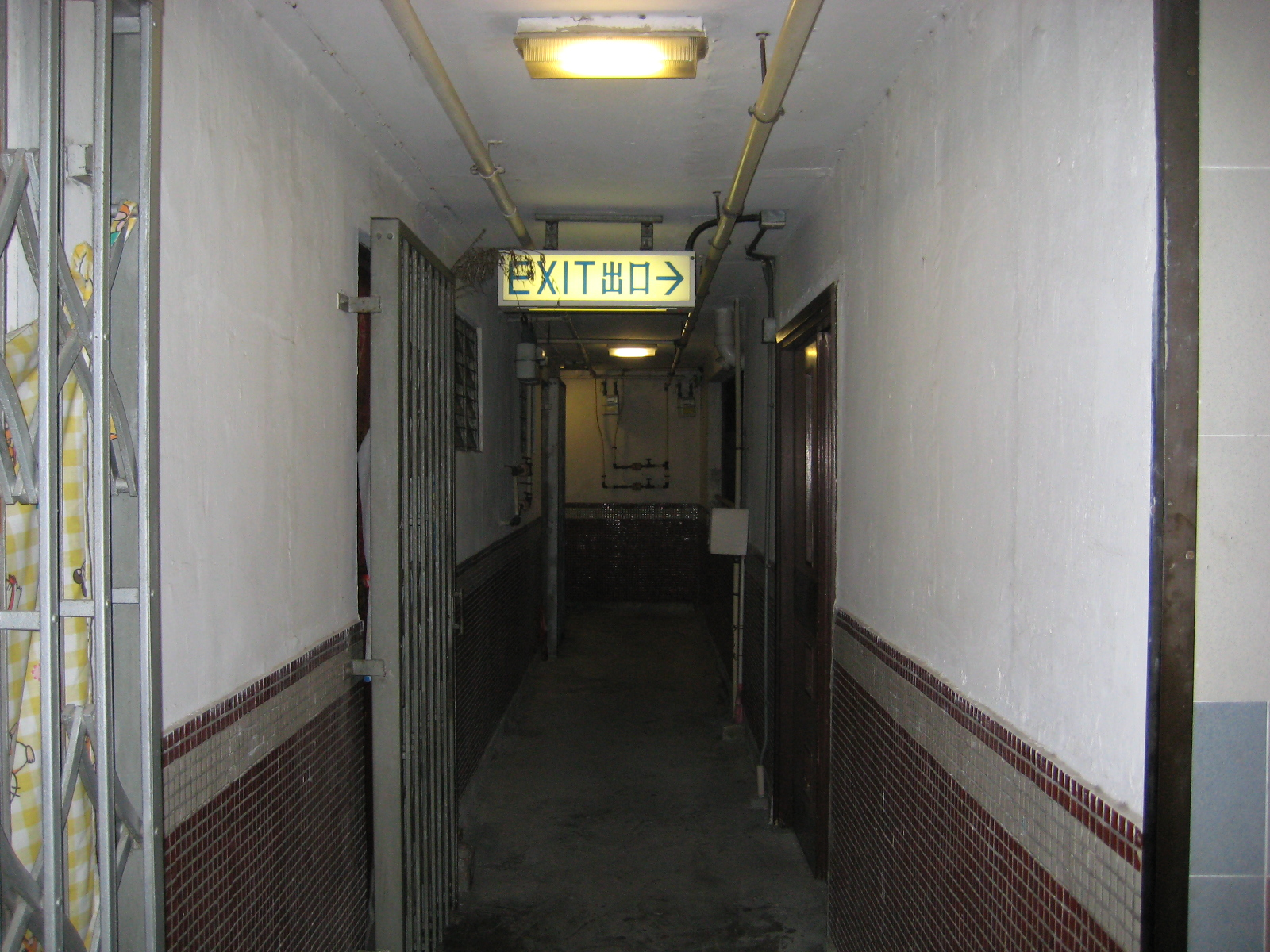
工字型大廈走廊，單位設於走廊的一邊，另一邊為後樓梯和天井。

工字型大廈於1976年發表，橫切面呈「H」字型；樓高26至28層，而升降機大堂設於大廈正中，即「工」字的中間的一筆。大廈設三部升降機，三部各服務不同的層數，多數安排為除1樓及頂層外每三層一停（但部份已更換升降機的屋邨，會在1樓加開層站；至於頂樓因升降機機房結構所限，不會加開層站，但會在下一層安排多一台升降機可達）。兩條樓梯設於升降機後，樓梯為重疊設計（鉸剪樓梯），兩樓梯交錯設於同一位置。此外大廈亦集合中央走廊式大廈、露台相連式大廈及雙塔式大廈設計的優點。
圖為一工字型大廈標準7人單位的平面圖，單位內除了廁所、廚房及露台外，並沒有固定的間隔，居民可按需要自行間隔。露台與大廳間有一百葉玻璃窗相隔，令露台位置的光線可照入大廳。雖然稱為露台，實際上並非露天，而是騎樓，該位置居民多用作掛衣服、安放洗衣機的地方。
工字型大廈的單位面積一般比較大，最大的工字型大廈單位建築面積達 93.9平方米，位於沙田博康邨博文樓及博安樓2樓。是香港公共出租屋邨中擁有最多大型單位的大廈型號。
由於早年不少居民於單位內安裝舊式無煙道式氣體熱水爐，導致接連發生一氧化碳中毒身亡事件，因此當局增設氣體熱水爐通風口，所以由1984年起入伙的工字型大廈，細部設計均與早年入伙的稍有差異（氣體熱水爐通風口改為裝於廁所窗下的空位；而之前建成的則將通風口延伸出廁所窗外）。
此型號大廈優點是通風良好，尤其是其細房（即是類似雙工字型的01,08,09,22,23,30室之類的單位）三面環窗，且窗戶面積頗大，夏天大多打開大門及窗戶而較少使用冷氣，而其他類型單位通風亦都較其他型號大廈（包括雙塔式）為佳；第二是光線充足；第三是讓建築師能夠彈性修改樓宇的不同組合，以按照地盤的地勢和公屋的大廈分布，使公共屋邨的編排更多變化。亦包括之前各種設計的結構優點，並而能夠採用最新的建築方法；第四是每層單位的住戶分組成聚居，並成為一個小型社會，使鄰居的關係更為密切。同時每位住戶的居住較為清靜，並不受外來的影響 ；然而，以上的優點亦帶來一定程度的問題，例如住/訪客無法互通各座的升降機大堂和需佔用頗多土地。
全港首座標準單座工字型公屋大廈為落成在1979年的柴灣環翠邨怡翠樓 (和舊長型的盛翠樓相連，而盛翠樓又和同型的美翠樓、蕙翠樓是Z型同座建築，所以實際是4座相連大厦），而全港首座標準雙工字型公屋大廈為同落成在1979年的黃大仙彩雲邨觀日、伴月樓（兩幢為不同名字的雙工字型，觀日樓是低座，伴月樓是高座，而伴月樓又與舊長型的景新樓相連，景新樓另一邊又與單座工字型的白虹樓相連，所以實際也是4座相連大厦）；最後一座於徙置區範圍加建的是落成在1986年的葵涌石籬邨石逸樓；經歷9年時間，於1988年落成的元朗朗屏邨鳳屏、鵲屏樓成為全港最後一座標準型雙工字型，不過當時Y型公屋大廈已經相當普遍了。另外，相連長型大廈於1984年發表後，當時部份有採用工字型大廈的公共房屋項目、在未完成「設計凍結」程序前（尤以雙連座工字型為甚）決定重新畫則並改用該新設計，以騰出休憩空間。

## 類型
工字型大廈可分為單座工字型（single-H block）、雙連座工字型（Double-H block）及三連座工字型（triple-H block）三種；三種工字型大廈均以單座工字型為基本，單位的設計亦頗為統一。
單座工字型的最大特色是設有可供11人住戶入住的B型單位，而這種樓宇只在沙田區的秦石邨、黃大仙區的東頭邨、黃大仙下(二)邨及彩雲邨、葵青區的長康邨、東區的環翠邨，以及元朗區的水邊圍邨出現。
雙連座工字型即由2座單座工字型組合而成的樓宇，分為高座及低座，即兩座相連的工字型有一座會較高，而標準雙工字型大廈的樓高約為26至28層。大部份屋邨會以高、低座同用一名，如博康邨博文樓；小部份則會高座、低座各有名字，如彩雲邨的其中首座雙工字型的高座名為觀日樓，而低座名為伴月樓。雙工字型高座與低座相連位置是垃圾房，供兩座共同使用，因此兩座大廈實際上互通，但垃圾房門會鎖上，只供清潔工人使用（除了在更換升降機時，部份屋邨會暫時開放相關通道供受影響居民使用）。
三連座工字型即由3座單座工字型組合而成的樓宇，由兩座低座及一座高座相連而成，大廈可以因應屋邨規劃以品字型方式相連或向外相連。但是，此類大廈並沒有第三代設計。三連座工字型高座與其中一座低座相連位置是垃圾房，另一座低座的垃圾房不能與高座互通。
經特別設計的工字型屬於單向走廊，布局類似後期出現的相連長型大廈，此類大廈走廊為單向式，以及大廈層數較矮，只有約13-15層，但同層的單位數目較多，且使用另一款單位設計，普遍單位面積較大，不少單位更設原裝梗房。該類大廈只在大窩口邨及禾輋邨出現。雙連座特別設計的工字型沒有高低座之分，走廊互通。

## 大廈設計
工字型大廈可大致分作三代設計，因此單位及外型的設計亦有所不同。
而第一、二代及特別設計的大廈因機房位置限制而升降機不能到達頂層（即低座的26樓、高座的28樓），受影響的升降機將於下一層加設一層站，方便頂層住客。上述安排已在東頭邨Y4型大廈率先實行。至於東頭邨、隆亨邨及第三代大廈的機房位置較高，升降機可以到達頂層。
消防泵房絕大多數設於14樓。
另外，部份大廈的其中一條樓梯不能直接由樓上通往地下（但會在二樓加設平台連接另一條樓梯通往地下）。

### 第一代
第一代工字型大廈的每邊翼尾設有8人單位及5人單位各一，廚房、廁所及露台均設於大廈最末端，兩款單位均採用相同的廚廁及露台設計。

### 第二代
配合同期發布的Y2型大廈採用「一屋多房」的概念，第二代工字型大廈將翼尾8人單位的長走廊縮短，並重新設計成更實用的7人及9人單位，而單位的廚廁及露台的大小亦縮小並改設於大門附近，以騰出更多空間作分間房間之用。

### 第三代
第三代工字型大廈的設計與第二代相似，唯於廁所設有煤氣熱水爐通風口，而部份大廈7人單位浴室通風窗的面積亦有縮小。

## 現況
幾乎所有公共屋邨包括有工字型大廈的屋邨已升格為甲級保安系統，如24小時護衛當值、閉路電視監察、大廈入口設有磁力鎖大門附設十二宮格數字按鍵及對講機，需要輸入密碼才能開啟並進入，如輸入錯誤需要按取消制並重新輸入。房委會已將部份工字型大廈住宅單位通過租者置其屋計劃出售，亦計劃為工字型大廈加設冷氣機去水喉，減少冷氣機滴水的情況。
工字型大廈落成時對消防要求並不是太嚴格，因此房屋署已展開更換防火木門計劃，逐步為所有工字型大廈單位更換防火木門。然而，根據房署的更換木門計劃，工字型大廈每層有四個單位的木門不會更換，因此有居民感到不滿。

## 圖片集

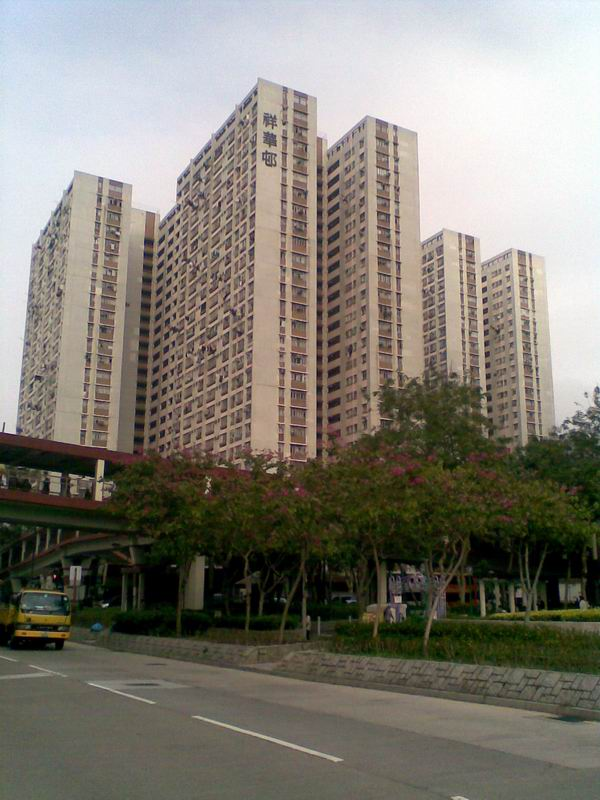
祥華邨的雙工字型大廈
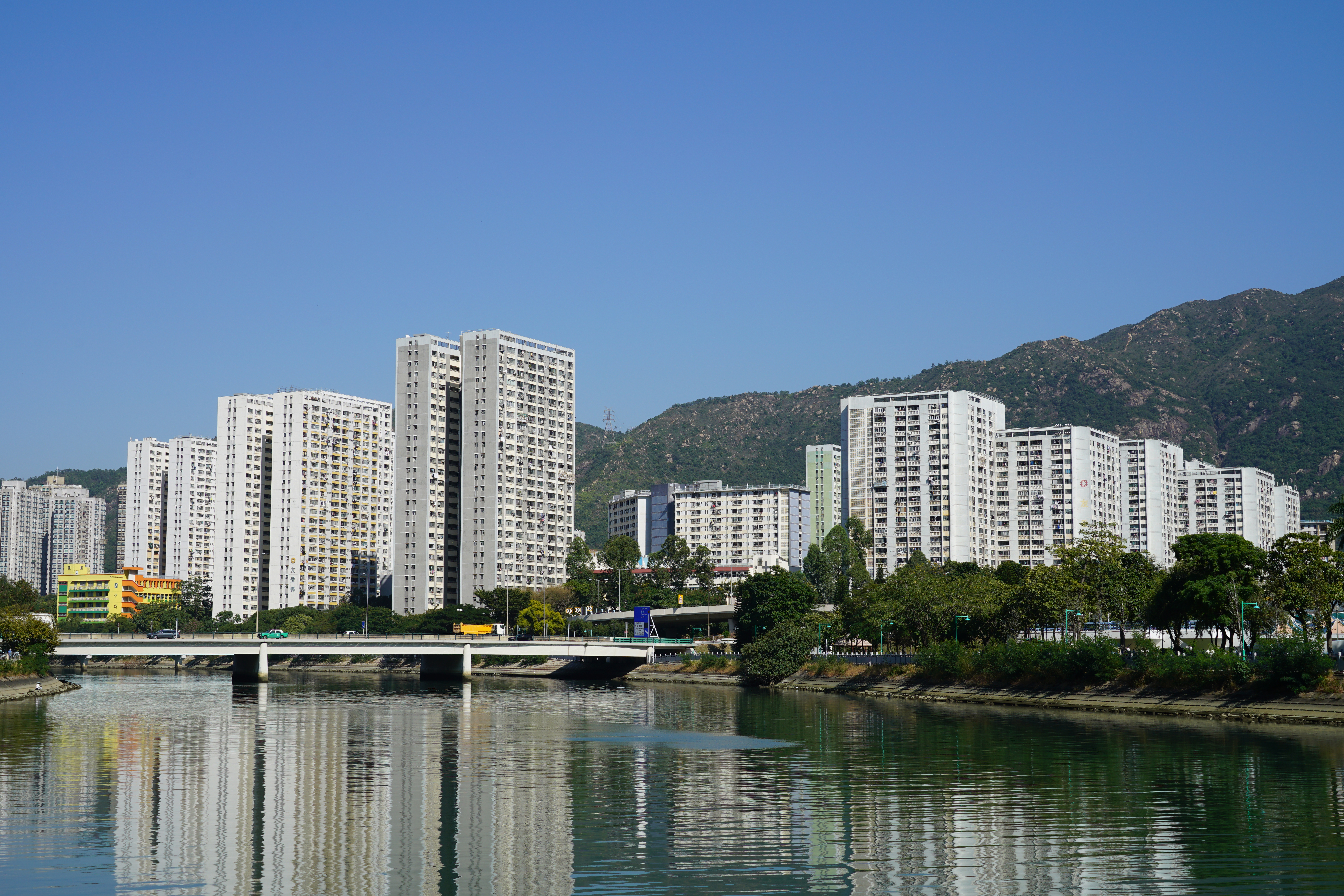
友愛邨的工字型與雙塔式大廈
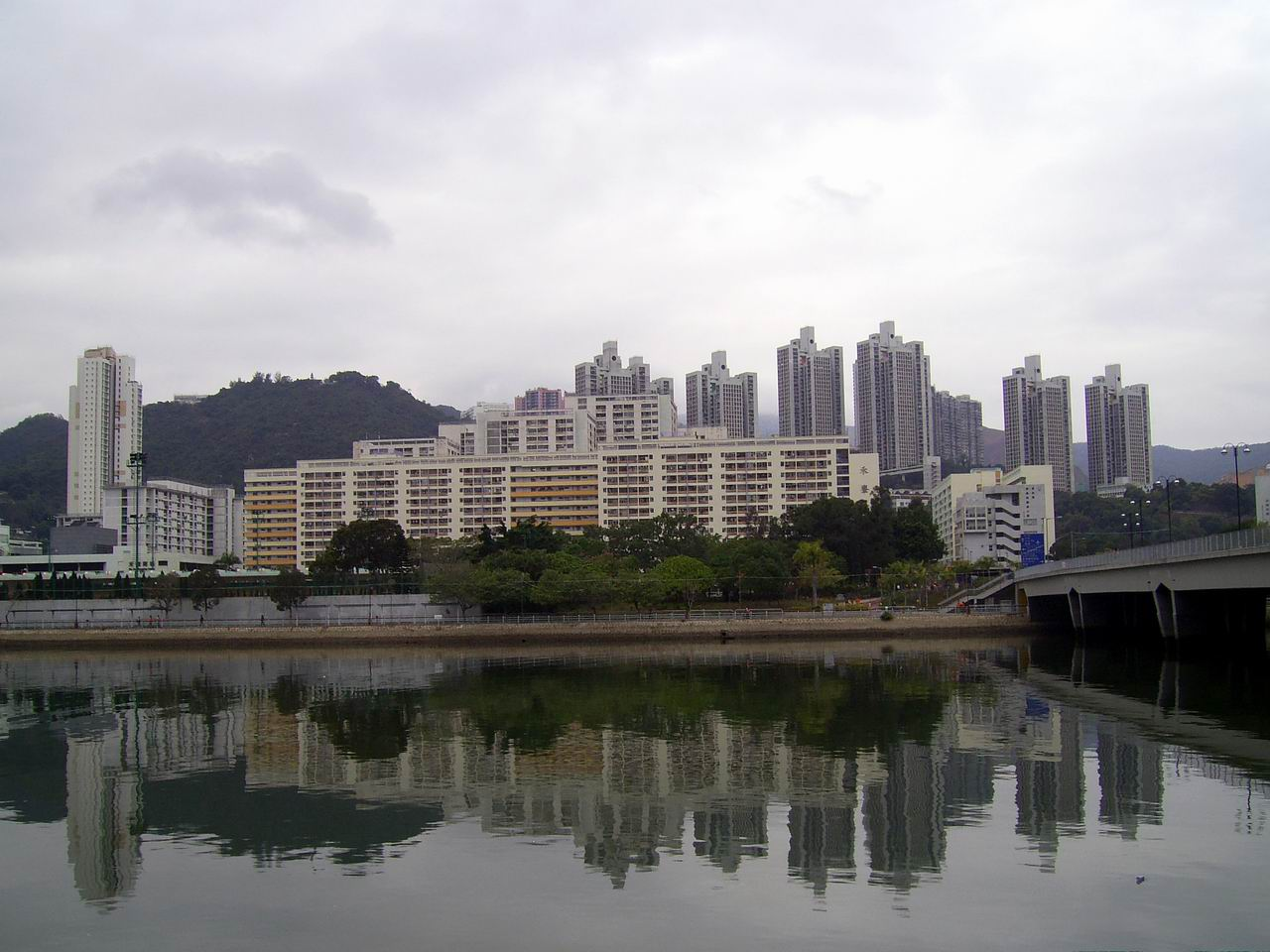
禾輋邨的特別設計雙工字型大廈
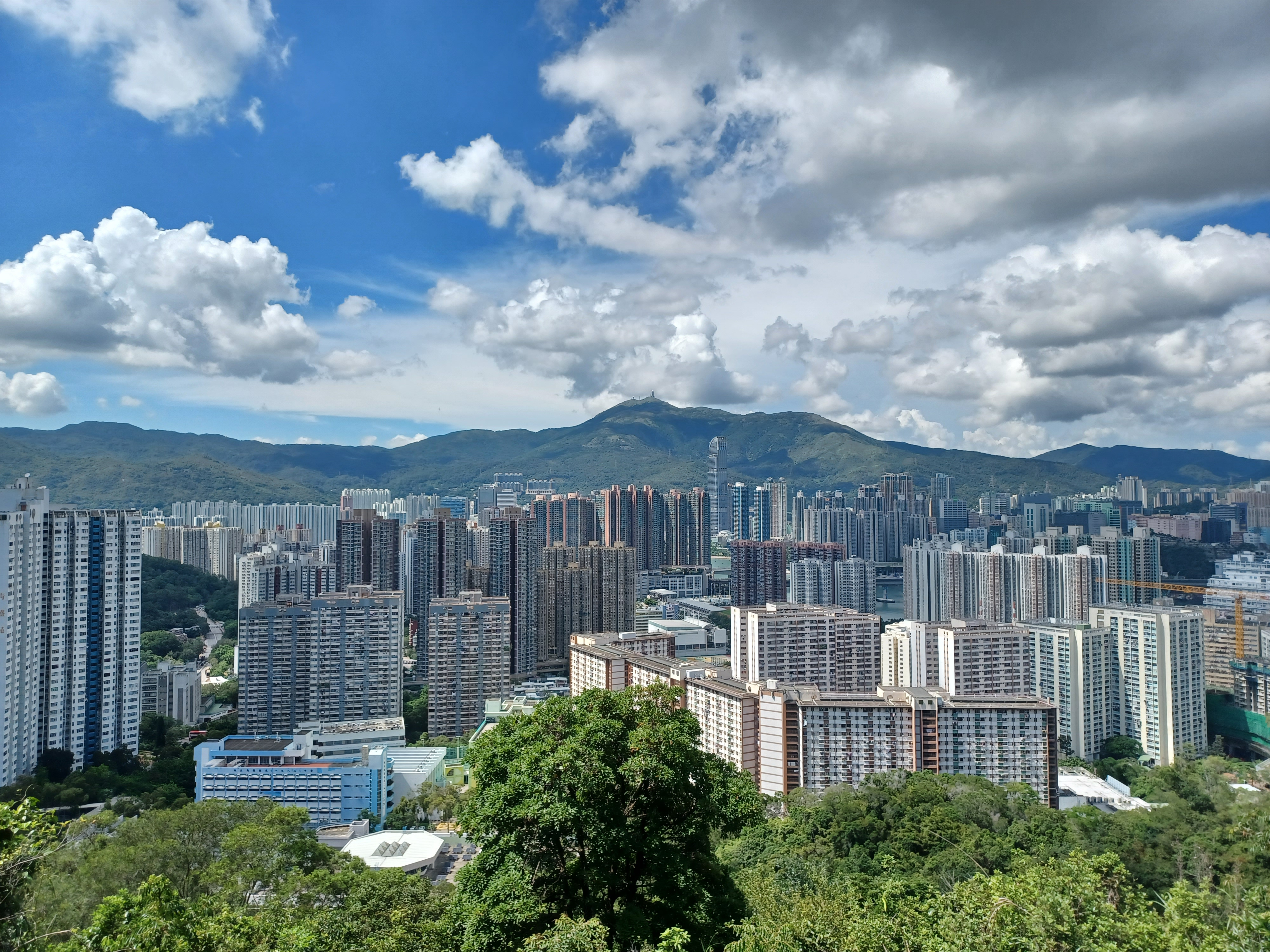
長康邨的工字型與舊長型大廈
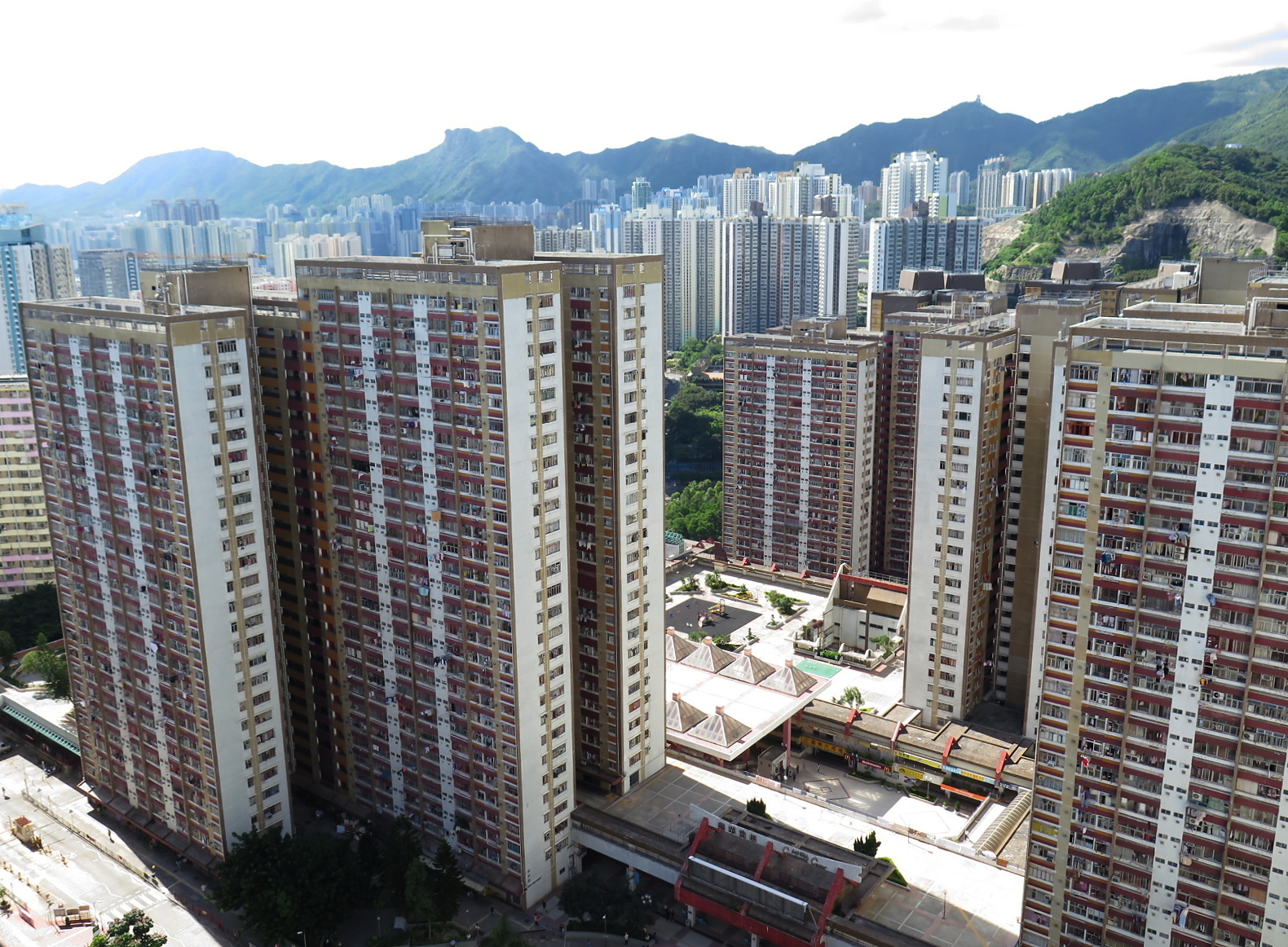
樂華邨的雙工字型大廈
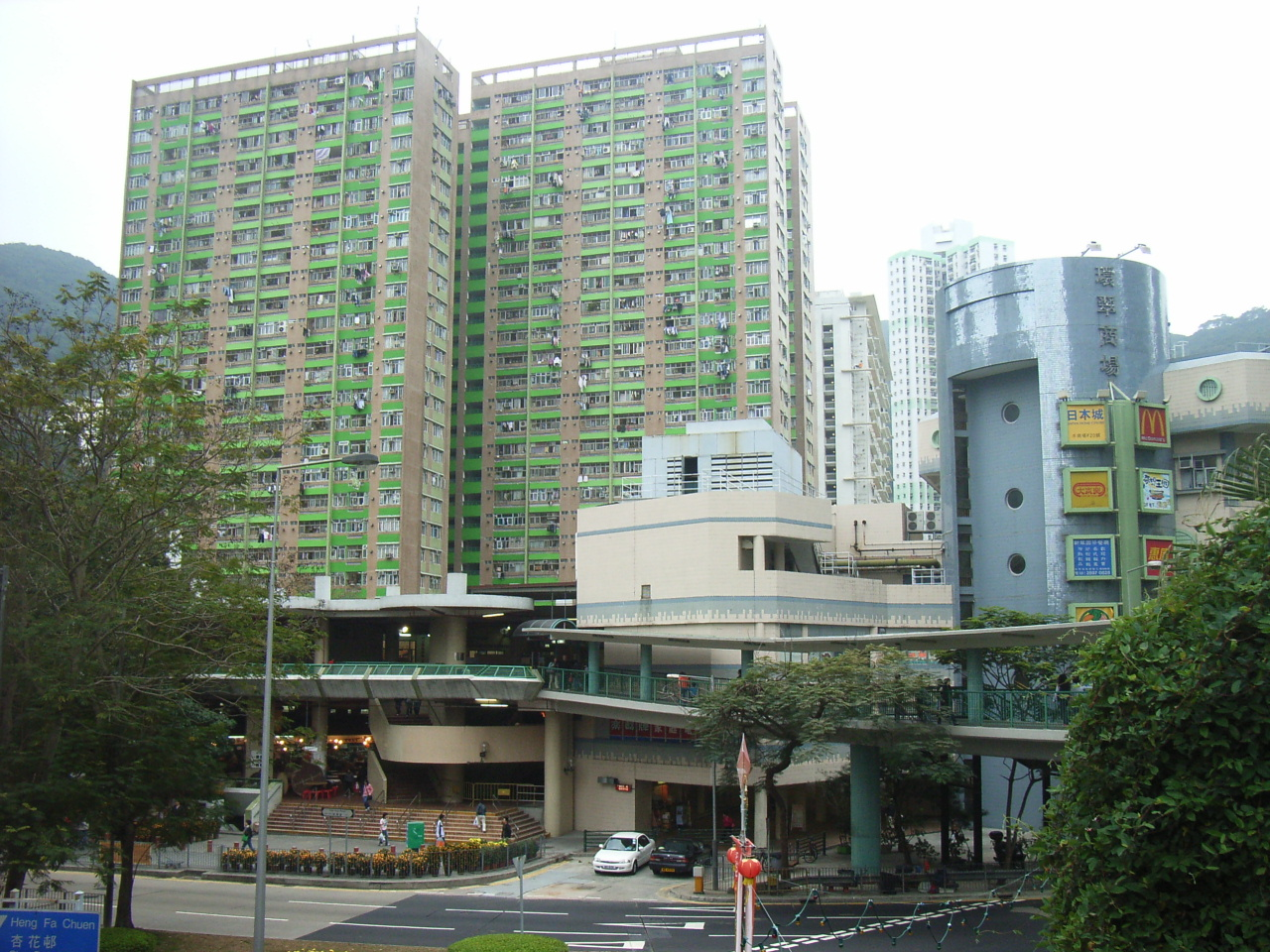
環翠邨的雙工字型大廈

## 擁有工字型大廈的公共屋邨
| 所屬地區 | 屋邨名稱   | 型號（數量） | 型號（數量）      | 型號（數量） | 型號（數量）      | 型號（數量） | 型號（數量） |
| -------- | ---------- | ------------ | ----------------- | ------------ | ----------------- | ------------ | ------------ |
| 所屬地區 | 屋邨名稱   | 單座         | 單座 （特別設計） | 雙座         | 雙座 （特別設計） | 三座         | 首幢落成年份 |
| 東區     | 環翠邨     | 2            | -                 | 2*           | -                 | -            | 1979年       |
| 南區     | 鴨脷洲邨   | -            | -                 | 2            | -                 | 1            | 1980年       |
| 深水埗區 | 李鄭屋邨   | -            | -                 | 1*           | -                 | -            | 1984年       |
| 黃大仙區 | 彩雲邨     | 1            | -                 | 8*           | -                 | -            | 1979年       |
| 黃大仙區 | 竹園南邨   | -            | -                 | 1*           | -                 | -            | 1985年       |
| 黃大仙區 | 東頭邨     | 2            | -                 | 1*           | -                 | -            | 1985年       |
| 黃大仙區 | 橫頭磡邨   | -            | -                 | 1            | -                 | -            | 1982年       |
| 黃大仙區 | 黃大仙下邨 | 2            | -                 | 2*           | -                 | -            | 1982年       |
| 觀塘區   | 樂華邨     | -            | -                 | 4*           | -                 | -            | 1985年       |
| 觀塘區   | 翠屏邨     | -            | -                 | 1            | -                 | -            | 1981年       |
| 葵青區   | 大窩口邨   | -            | 1                 | 2*           | -                 | -            | 1980年       |
| 葵青區   | 石籬邨     | -            | -                 | 2            | -                 | -            | 1986年       |
| 葵青區   | 長康邨     | 2            | -                 | 2*           | -                 | -            | 1979年       |
| 荃灣區   | 石圍角邨   | -            | -                 | 4            | -                 | -            | 1980年       |
| 屯門區   | 安定邨     | -            | -                 | 3            | -                 | -            | 1980年       |
| 屯門區   | 友愛邨     | -            | -                 | 4            | -                 | 2            | 1980年       |
| 屯門區   | 山景邨     | -            | -                 | 2            | -                 | -            | 1983年       |
| 屯門區   | 三聖邨     | -            | -                 | 1            | -                 | -            | 1980年       |
| 元朗區   | 朗屏邨     | -            | -                 | 4*           | -                 | -            | 1986年       |
| 元朗區   | 水邊圍邨   | 3            | -                 | -            | -                 | -            | 1981年       |
| 北區     | 祥華邨     | -            | -                 | 3*           | -                 | -            | 1984年       |
| 北區     | 彩園邨     | -            | -                 | -            | -                 | 2            | 1982年       |
| 大埔區   | 大元邨     | -            | -                 | 2            | -                 | 2            | 1980年       |
| 沙田區   | 禾輋邨     | -            | 2                 | -            | 1                 | -            | 1980年       |
| 沙田區   | 隆亨邨     | -            | -                 | 2            | -                 | -            | 1983年       |
| 沙田區   | 美林邨     | -            | -                 | -            | -                 | 1            | 1982年       |
| 沙田區   | 博康邨     | -            | -                 | 3            | -                 | -            | 1983年       |
| 沙田區   | 沙角邨     | -            | -                 | -            | -                 | 2            | 1981年       |
| 沙田區   | 新翠邨     | -            | -                 | 3            | -                 | -            | 1983年       |
| 沙田區   | 秦石邨     | 1            | -                 | 1*           | -                 | -            | 1983年       |
| 總數     |            | 13           | 3                 | 61[122]      | 1[2]              | 10[30]       | 88[170]      |

- 整座樓宇為一個單位，[一座為一個單位]
- 斜體字顯示的屋邨名稱已納入租者置其屋計劃的屋邨
- 有*號表示每座各有獨立樓宇命名。